# Junia de regio et consulare imperio
Junia de regio et consulare imperio va ser una llei romana adoptada a proposta de Luci Juni Brut, cònsol l'any 509 aC, que va suprimir el poder dels Tarquinis (el rei Tarquini el Superb i la seva família van ser desterrats) establint la forma de govern republicà. Determinava la pena de mort pel que intentés restablir la monarquia i creava la figura dels dos cònsols anyals elegits pels comicis centuriats que tindrien les mateixes facultats que els reis.